# Waihola (Neuseeland)
Waihola ist ein Dorf im Clutha District der Region Otago auf der Südinsel von Neuseeland.

## Namensherkunft
Der Name des Dorfes ist dem Namen des angrenzenden Sees entnommen und stellt eine Umformung des Begriffs „Wai-hora“ in der Sprache der Māori dar, was soviel bedeutet wie „sich ausbreitendes Wasser“.

## Geographie
Das Dorf befindet sich rund 35 km südwestlich des Stadtzentrums von Dunedin und rund 15 km nordöstlich von Milton, direkt am 9 km2 großen Lake Waihola.

## Bevölkerung
Zum Zensus des Jahres 2013 zählte der Ort 300 Einwohner.

## Tourismus
Waihola ist Ziel für Tagesausflügler aus nordöstlich gelegenen Dunedin, die den See für den Wassersport, Schwimmen und Angeln nutzen.

## Verkehr
Durch das Dorf führt der New Zealand State Highway 1.
Waihola liegt an der Bahnstrecke Lyttelton–Invercargill. Die Eisenbahn erreichte den Ort 1875. Nachdem im Februar 2002 der Southerner eingestellt wurde, findet hier heute ausschließlich Güterverkehr statt.

## Fotogalerie

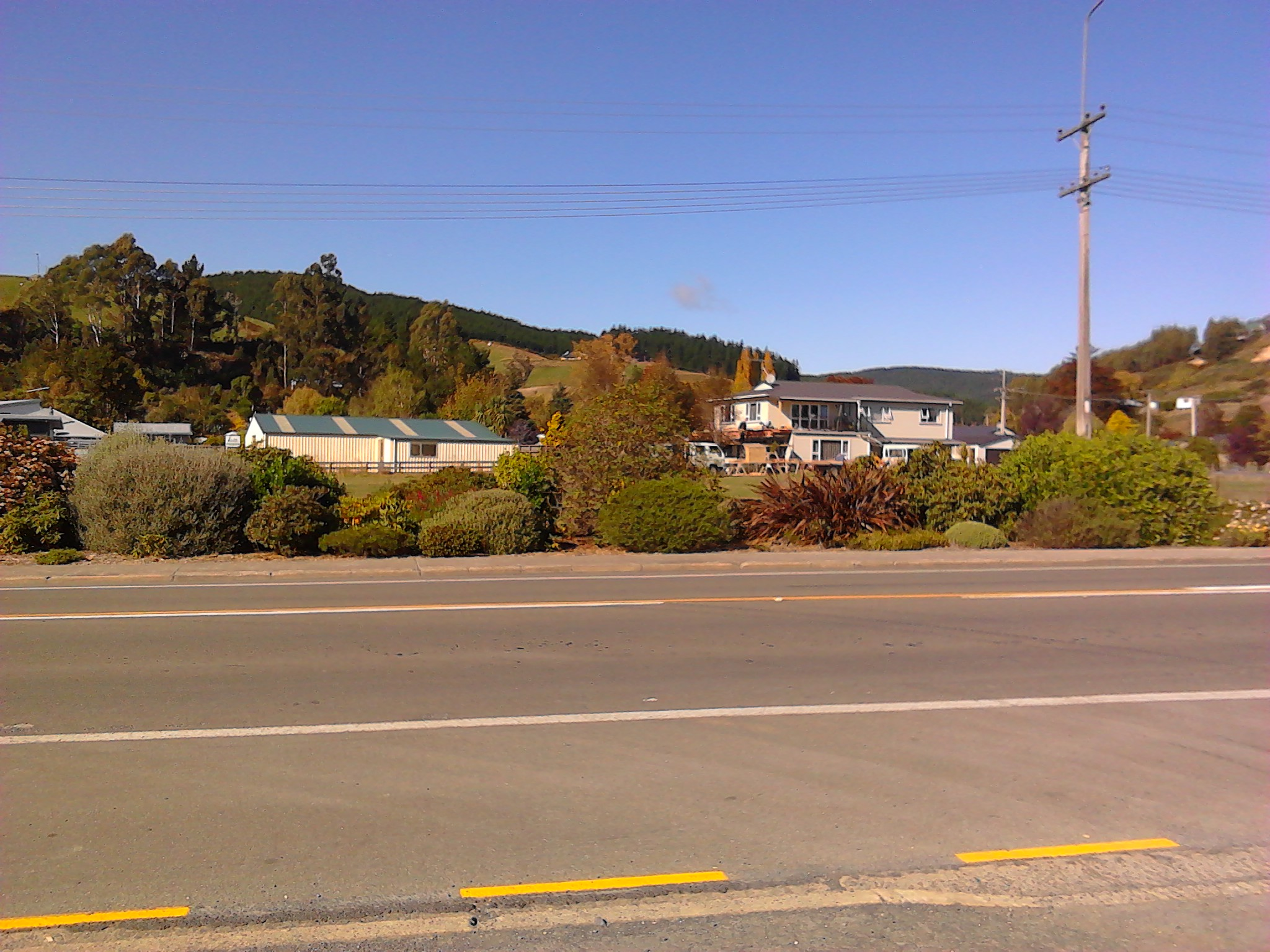
Waihola Siedlung
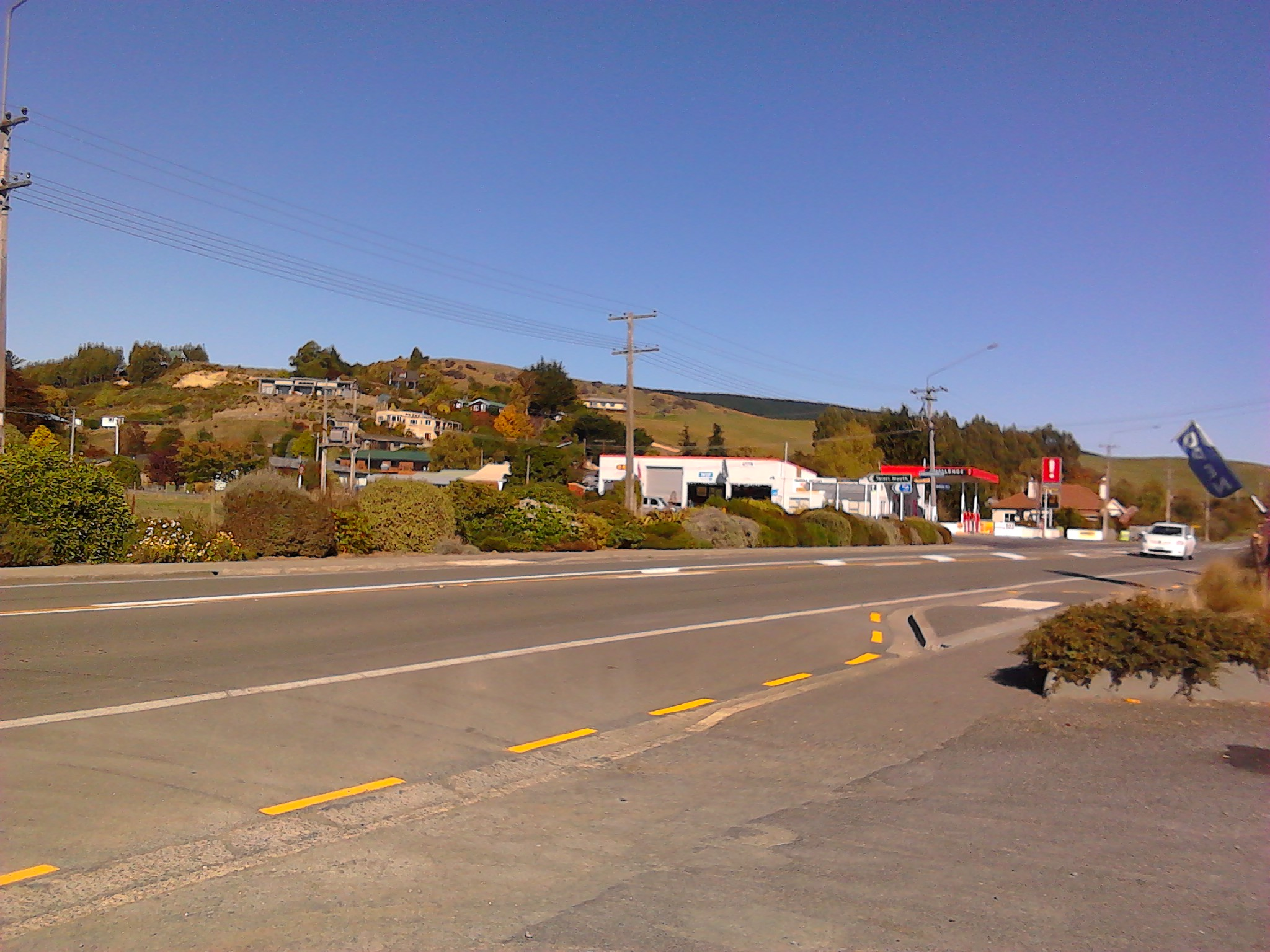
Hauptstraße nach Süden
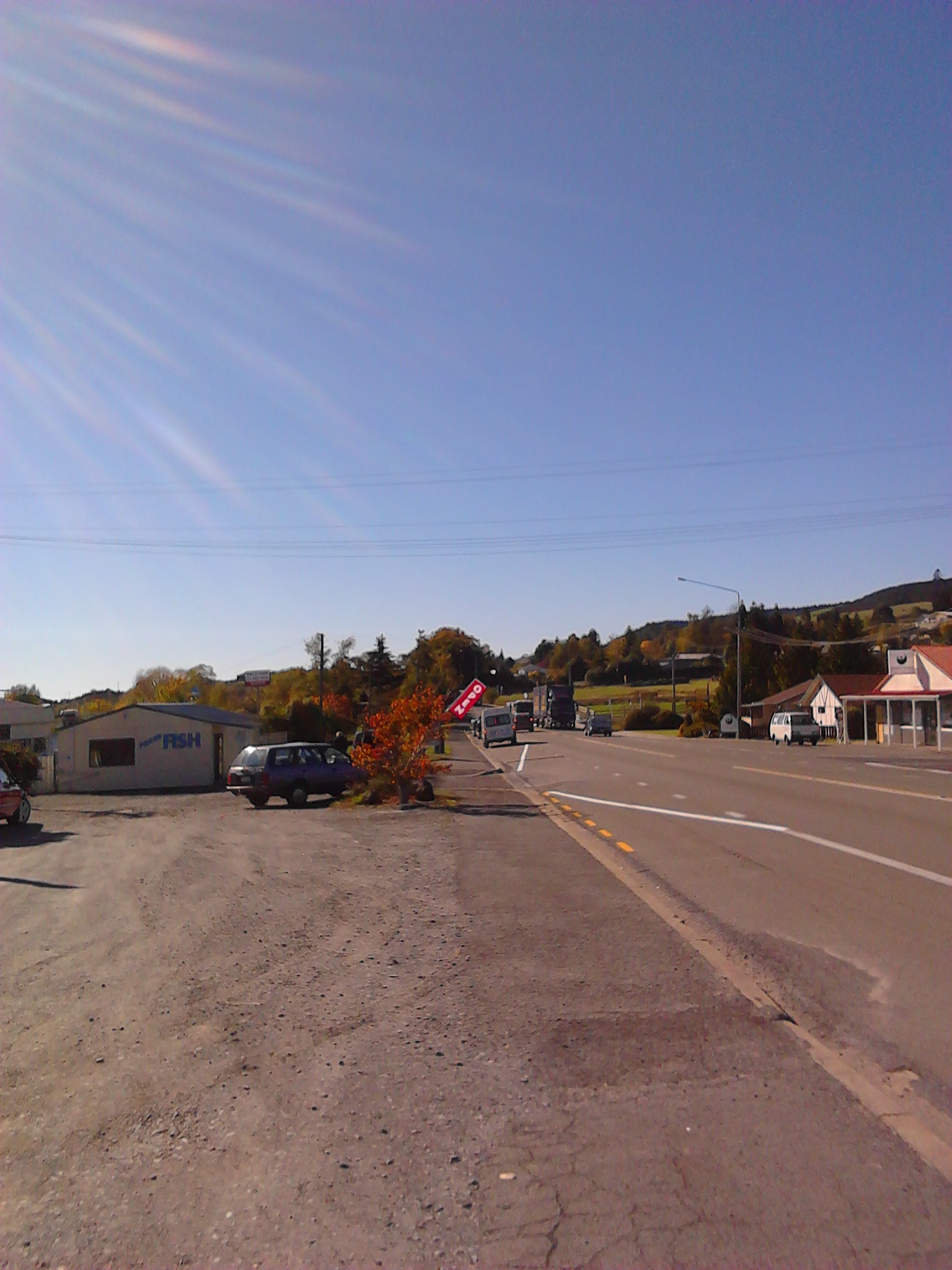
Hauptstraße nach Norden